# David Neville
David Neville (nacido el 1 de junio de 1984 en Merriville, Indiana) es un velocista estadounidense, y medallista olímpico de una medalla de oro en los 4 x 400 metros de relevo masculino en los Juegos Olímpicos de Pekín 2008.
Durante los Juegos Olímpicos de Pekín 2008 Neville quedó en tercer lugar en los 400 metros a un tiempo de 44.80 segundos. David Neville hizo su debut en los Olímpicos para el equipo estadounidense en Pekín 2008.